# Korpo
Korpo (Fins: Korppoo) is een eiland en voormalige gemeente in de Finse provincie West-Finland en in de Finse regio Varsinais-Suomi. De gemeente had een totale oppervlakte van 169 km² en telde 941 inwoners in 2003. In 2009 ging de gemeente Korpo op in Pargas.
Korpo was een tweetalige gemeente met Zweeds als meerderheidstaal (± 75%) en Fins als minderheidstaal.
Aan de noordkant van Korpo ligt het haventje van Galtby, van waaruit veerschepen vertrekken naar verschillende eilandengroepen in de omgeving en naar Åland.

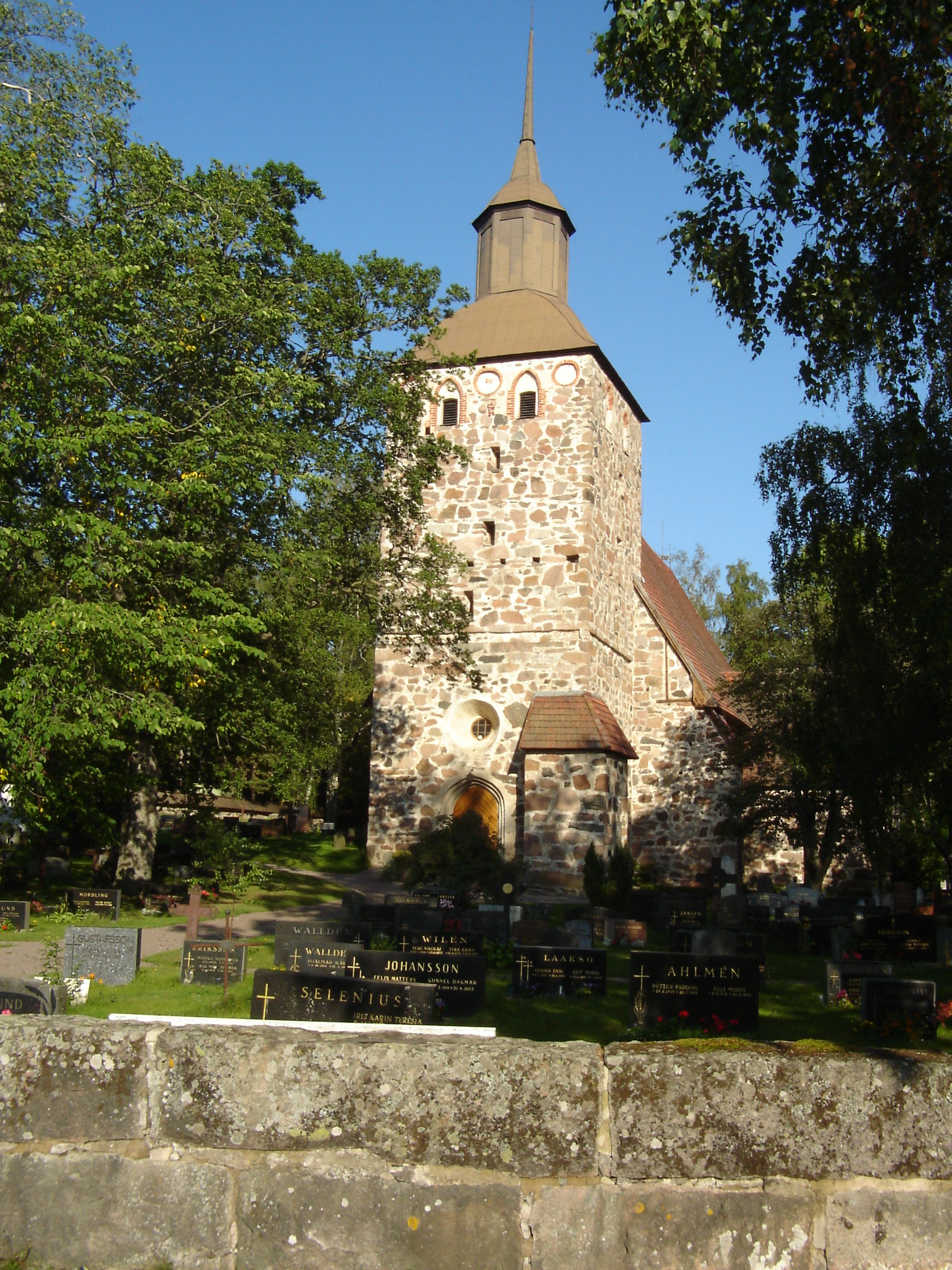
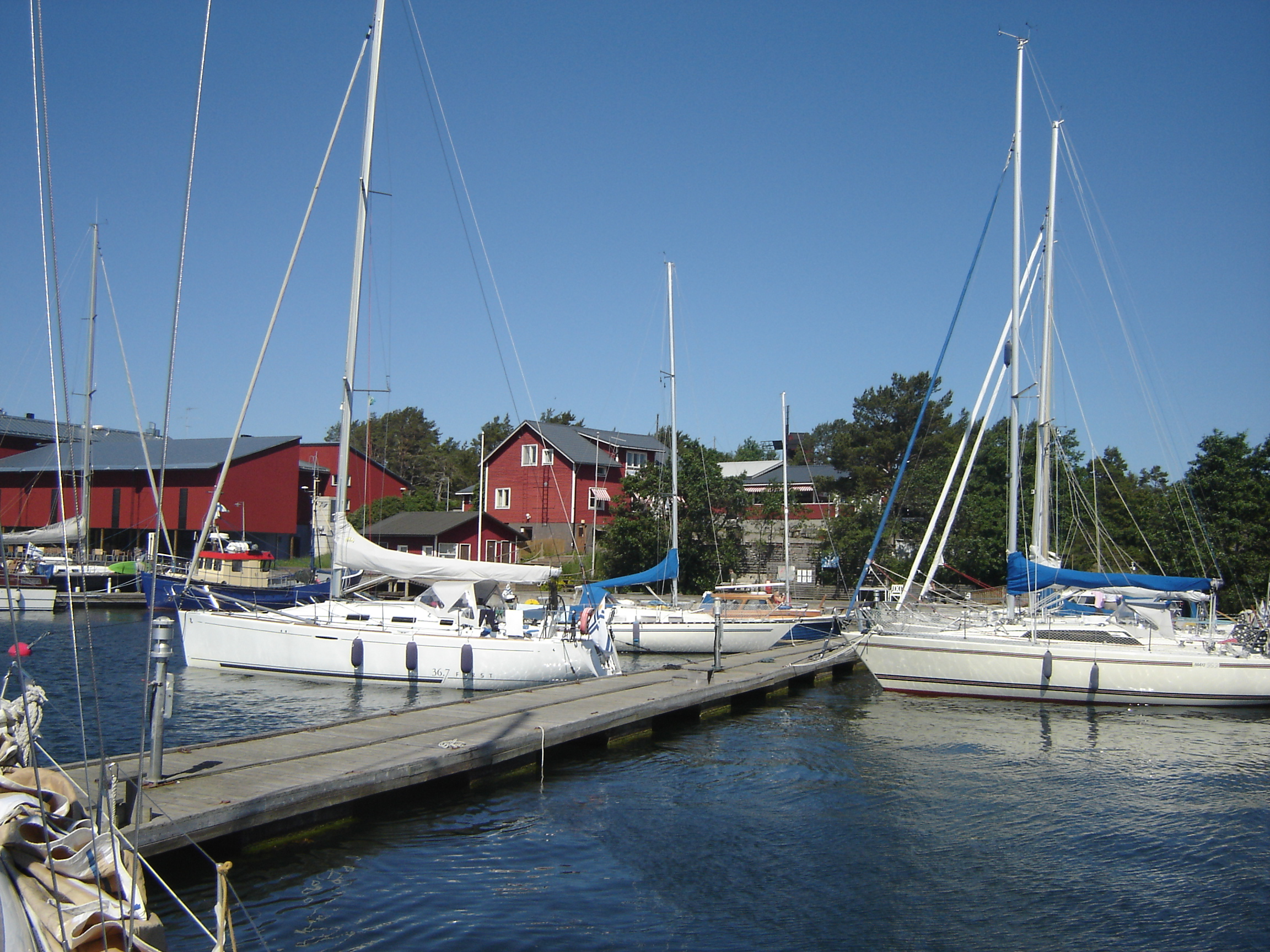
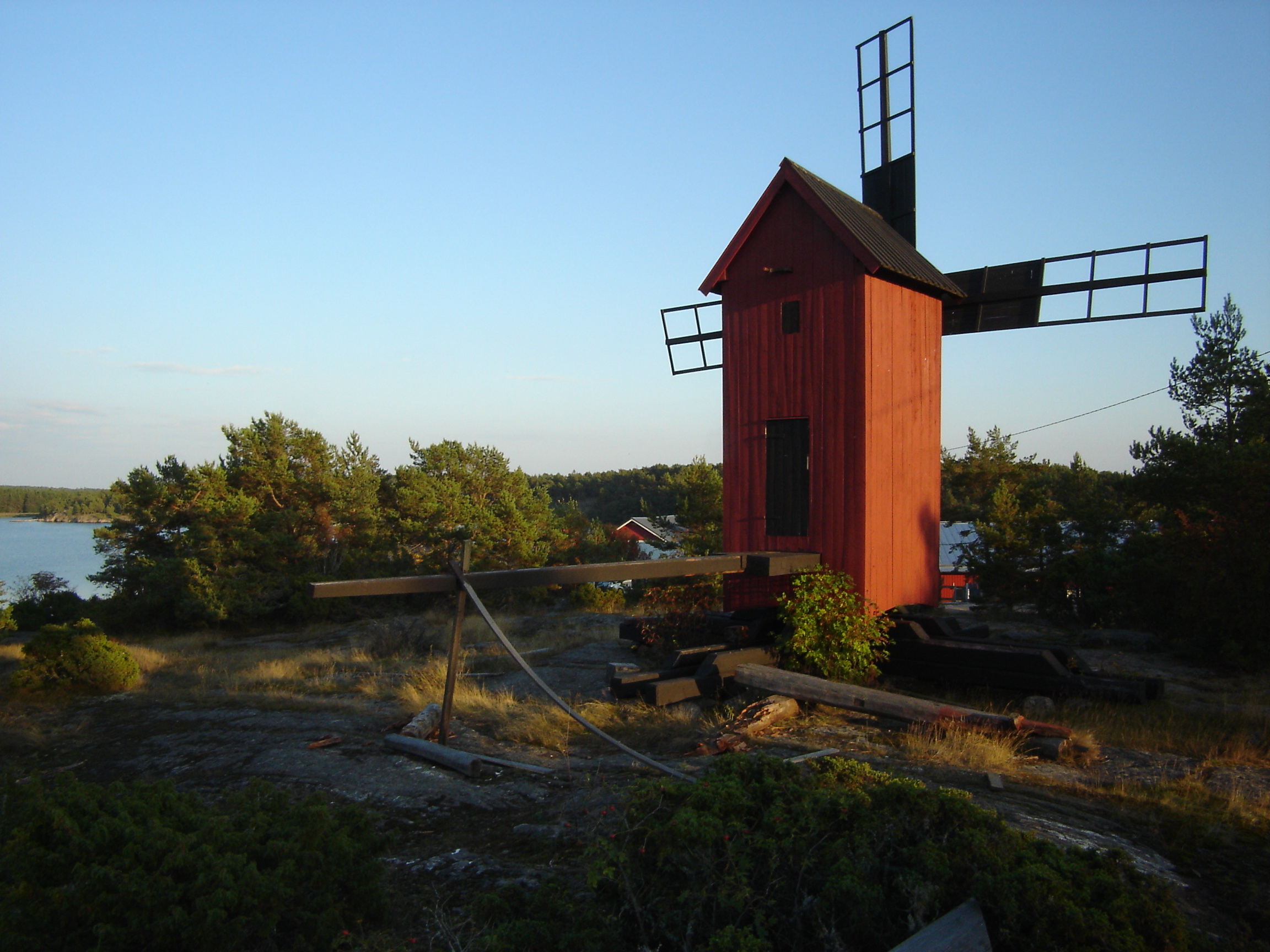
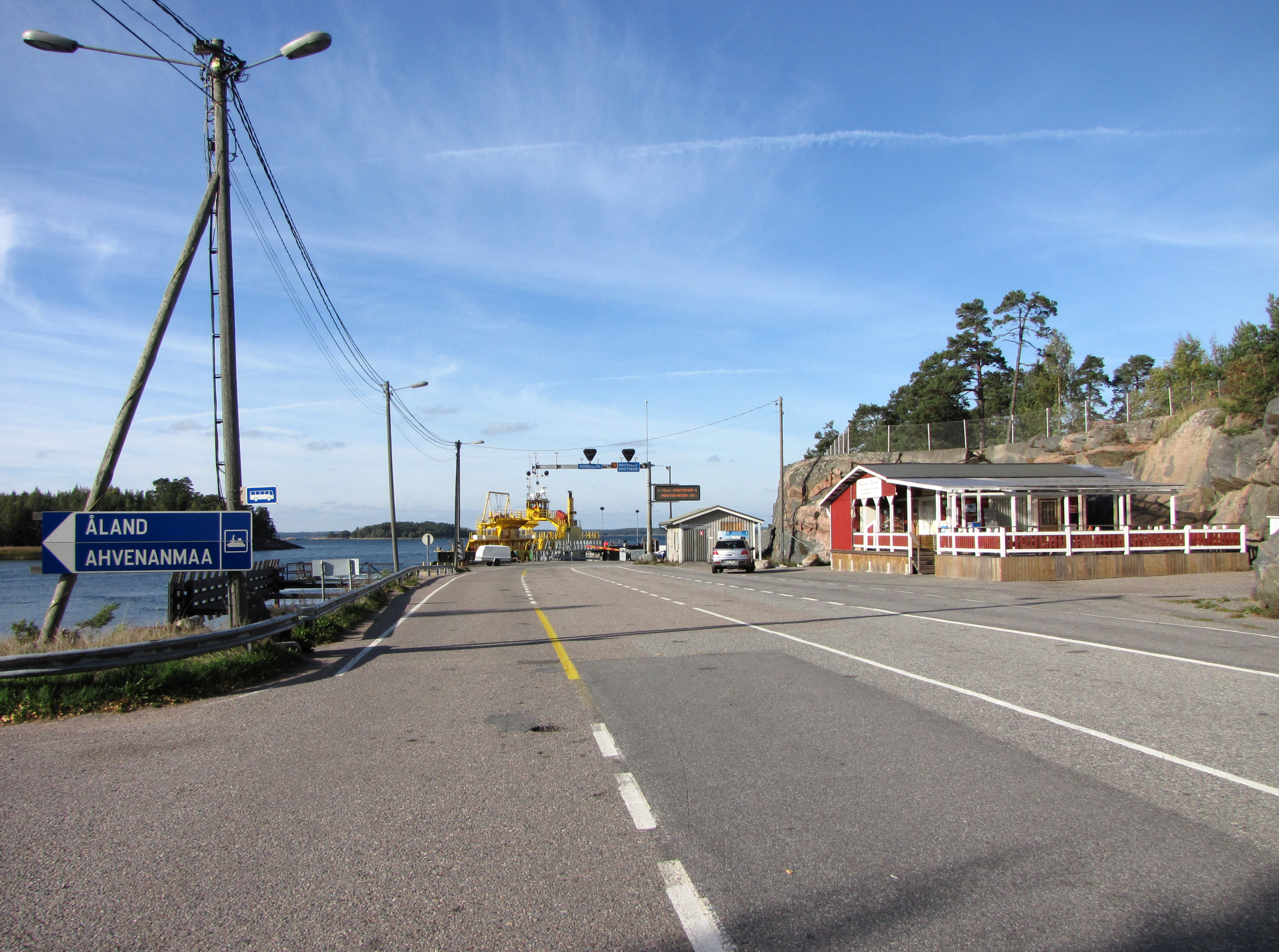